# Rüstem Pasha-moskee
De Rüstem Pasha-moskee (Turks: Rüstem Paşa Camii) is een moskee in de Hasırcılar Çarşısı (weversmarkt) dicht bij de oever van de Gouden Hoorn in het district Fatih in Istanboel. Het gebouw werd ontworpen door Mimar Sinan, hofarchitect van enkele sultans, en voltooid rond 1563.

## Geschiedenis
Volgens een inscriptie gaf Rüstem Pasha, grootvizier van het Ottomaanse Rijk onder Süleyman I, Mimar Sinan opdracht om na zijn overlijden een moskee te bouwen. Eerder had de architect voor hem al een moskee en een madrassa gebouwd in Tekirdağ. Rüstem Pasha was getrouwd met Mihrimah Sultan, dochter van Süleyman I en bijzonder invloedrijk in haar tijd.

## Beschrijving
De moskee is gebouwd op een hoog terras boven gewelfde winkels. De huuropbrengsten van deze winkels waren bestemd voor het onderhoud van de moskee. Smalle trappen in de hoeken van het complex leiden naar een binnenplaats. Door een balustrade met bogen kan men uitkijken op de straat. Het gebouw heeft een dubbel portiek met vijf koepels.
De plattegrond van de moskee laat een rechthoek zien waarin een achthoek is geplaatst. Hierop rust een ronde koepel met een diameter van 15,2 meter en hoogte van 22,8 meter. Deze constructie wordt gedragen door vier achthoekige pilaren – twee in het noorden en twee in het zuiden – en vier pijlers in de westelijke en oostelijke muren. Sinan plaatste vier halfkoepels − ongebruikelijk − niet op de assen van het gebouw, maar op de diagonalen.
De Rüstem Pasha-moskee is vooral beroemd om zijn İznik-tegels die een groot deel van het interieur en de façade van het portiek bedekken. Er zijn ongeveer 80 verschillende geometrische en florale patronen aangebracht. Er zijn vroege voorbeelden te zien van het gebruik van bolus armenus, een rode klei uit Armenië, die veel gebruikt wordt in het İznik-keramiek en het zijn karakteristieke rode kleur geeft. In de portico bevindt zich een bijzondere, later aangebrachte, tegel waarop de Ka'aba en de moskee in Mekka te zien zijn.

## Afbeeldingen

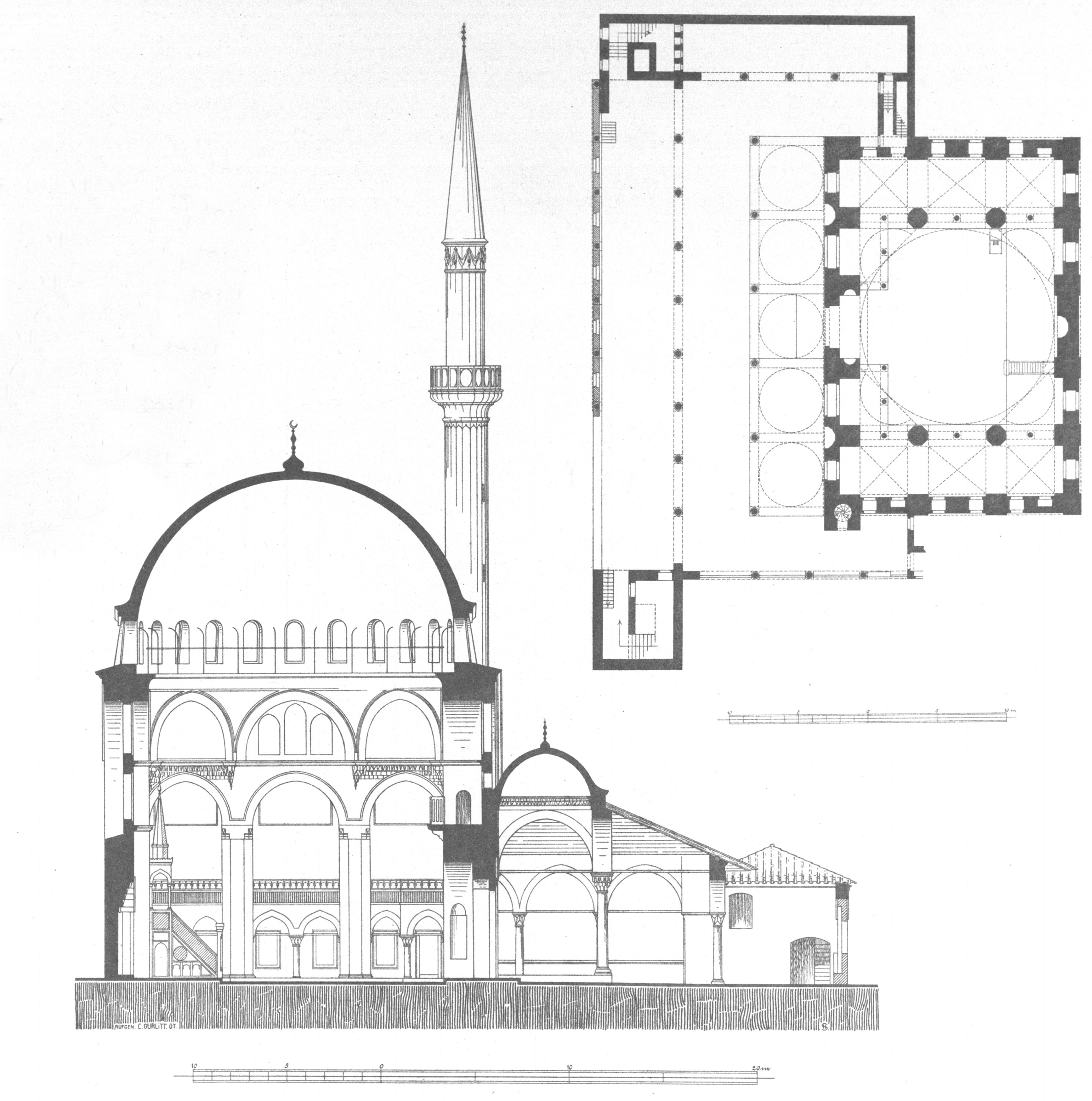
plattegrond en doorsnede van de moskee
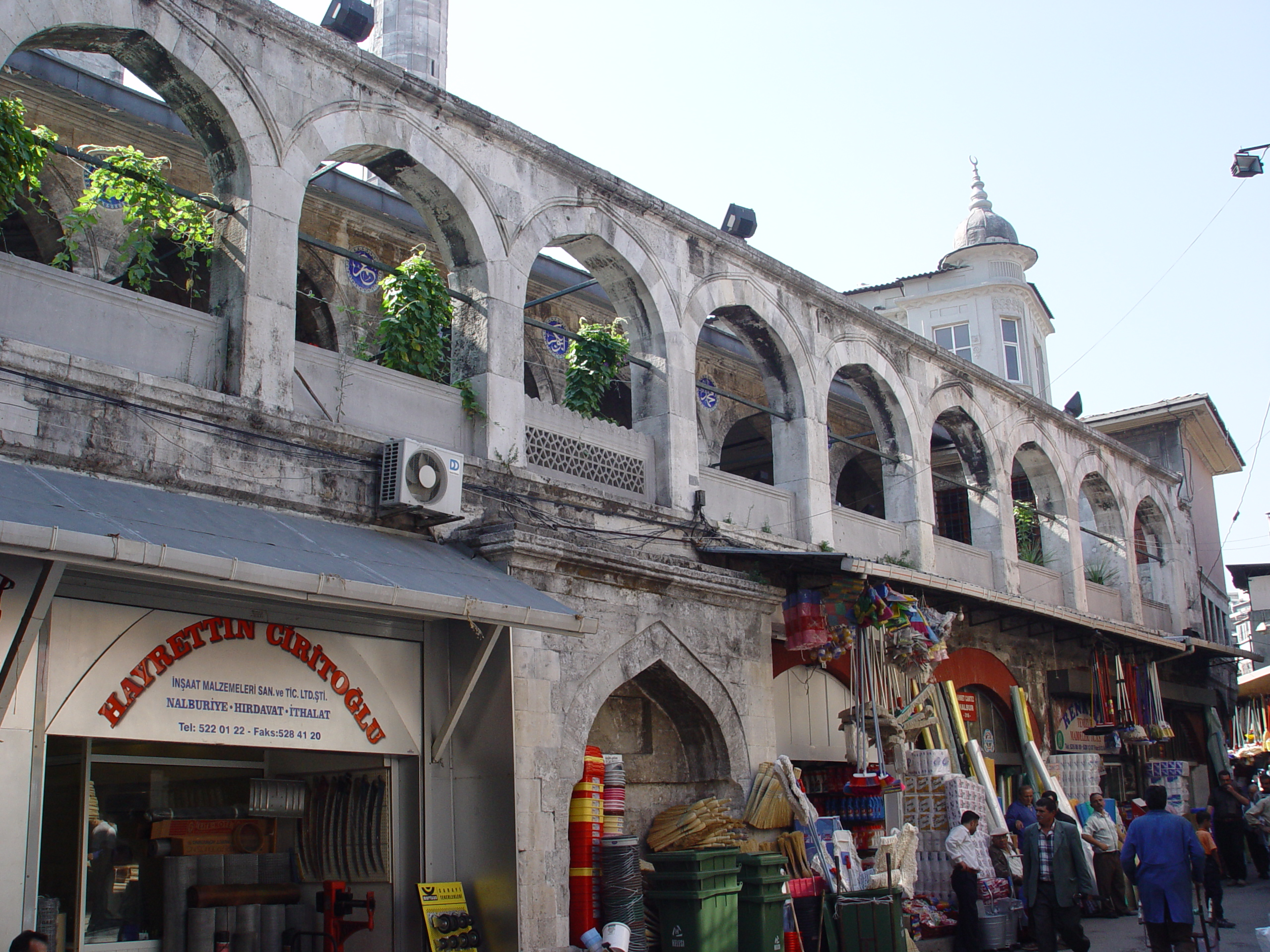
Zicht op de moskee vanaf de straat
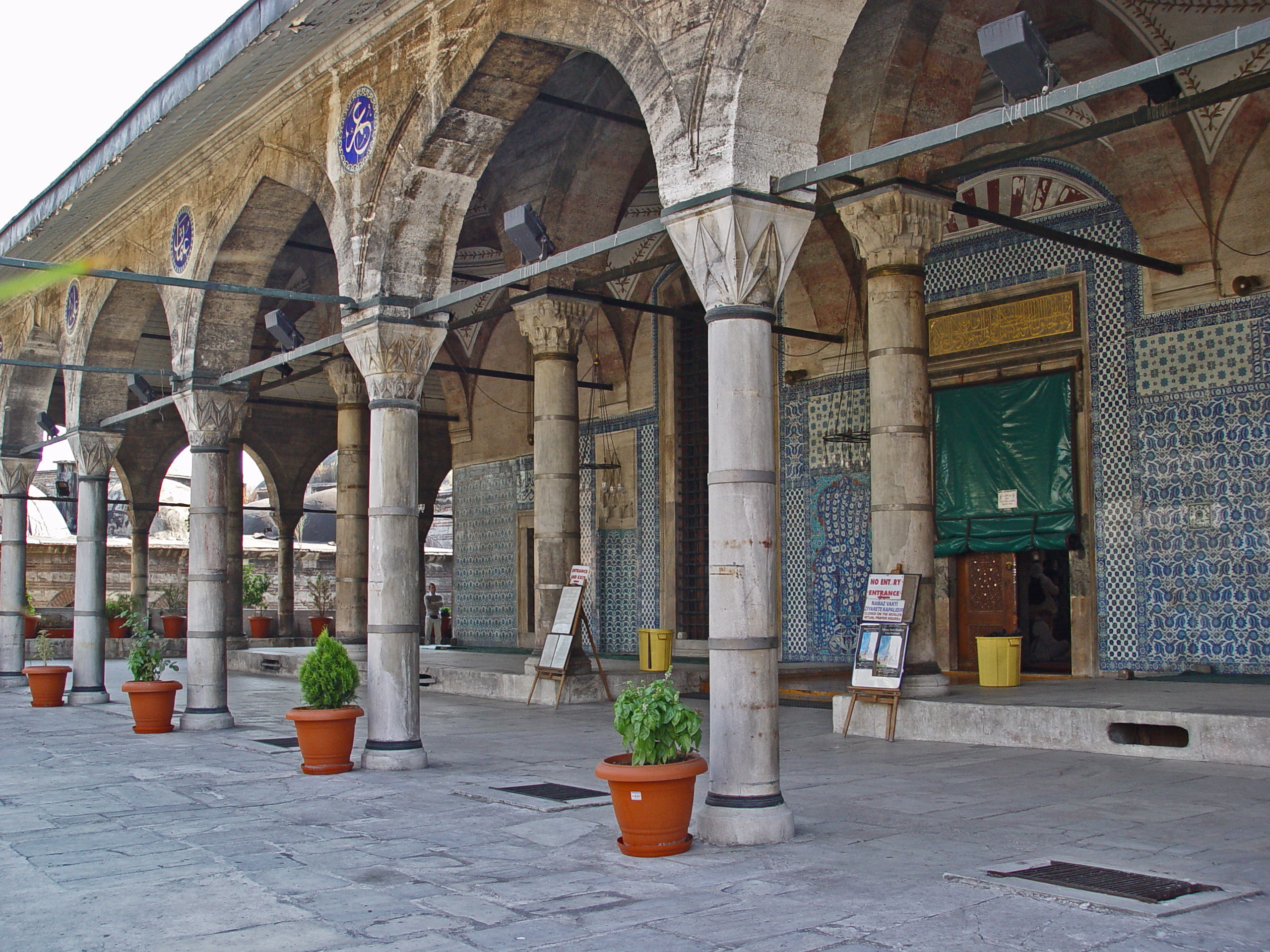
Portiek
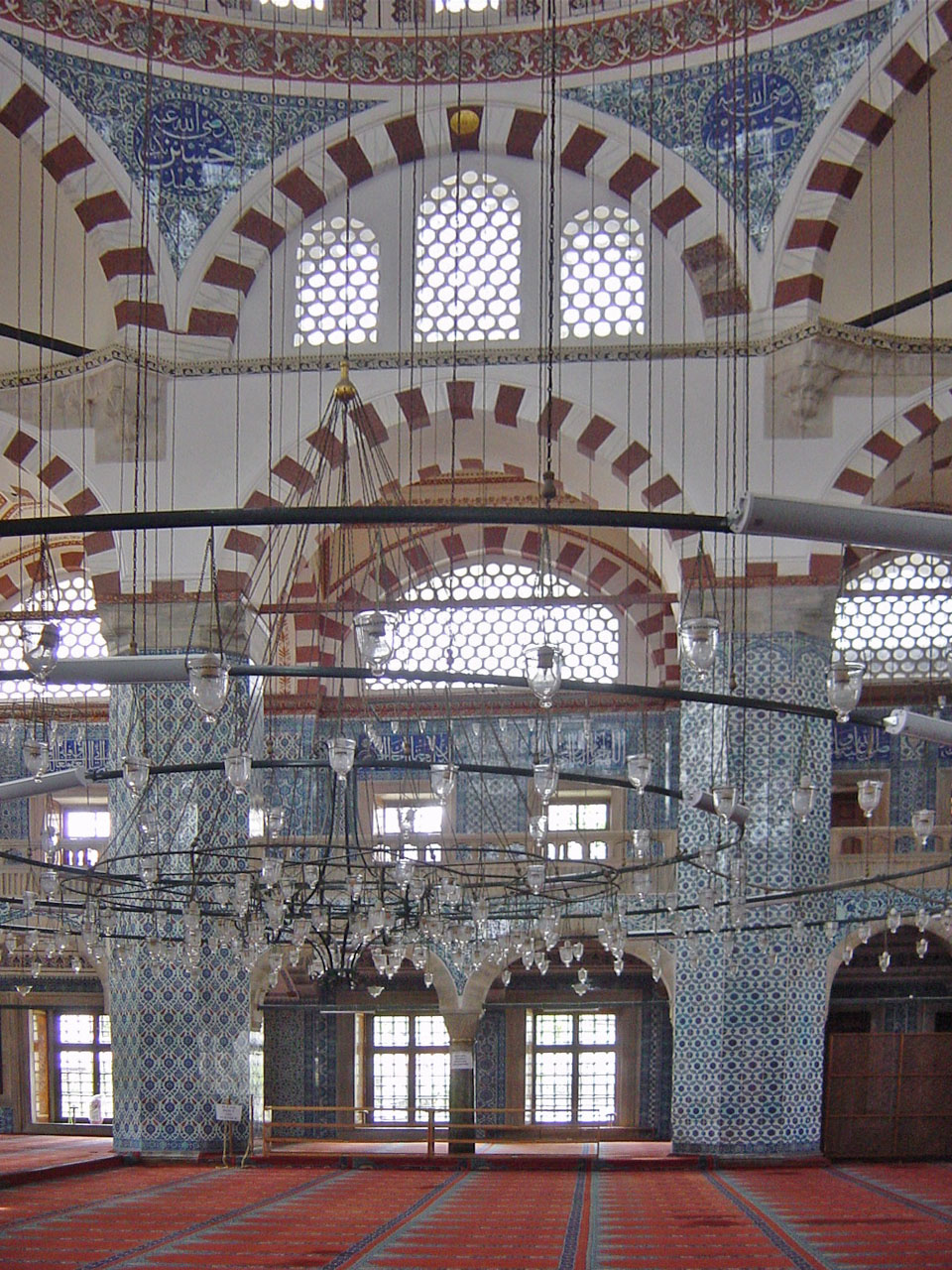
Interieur
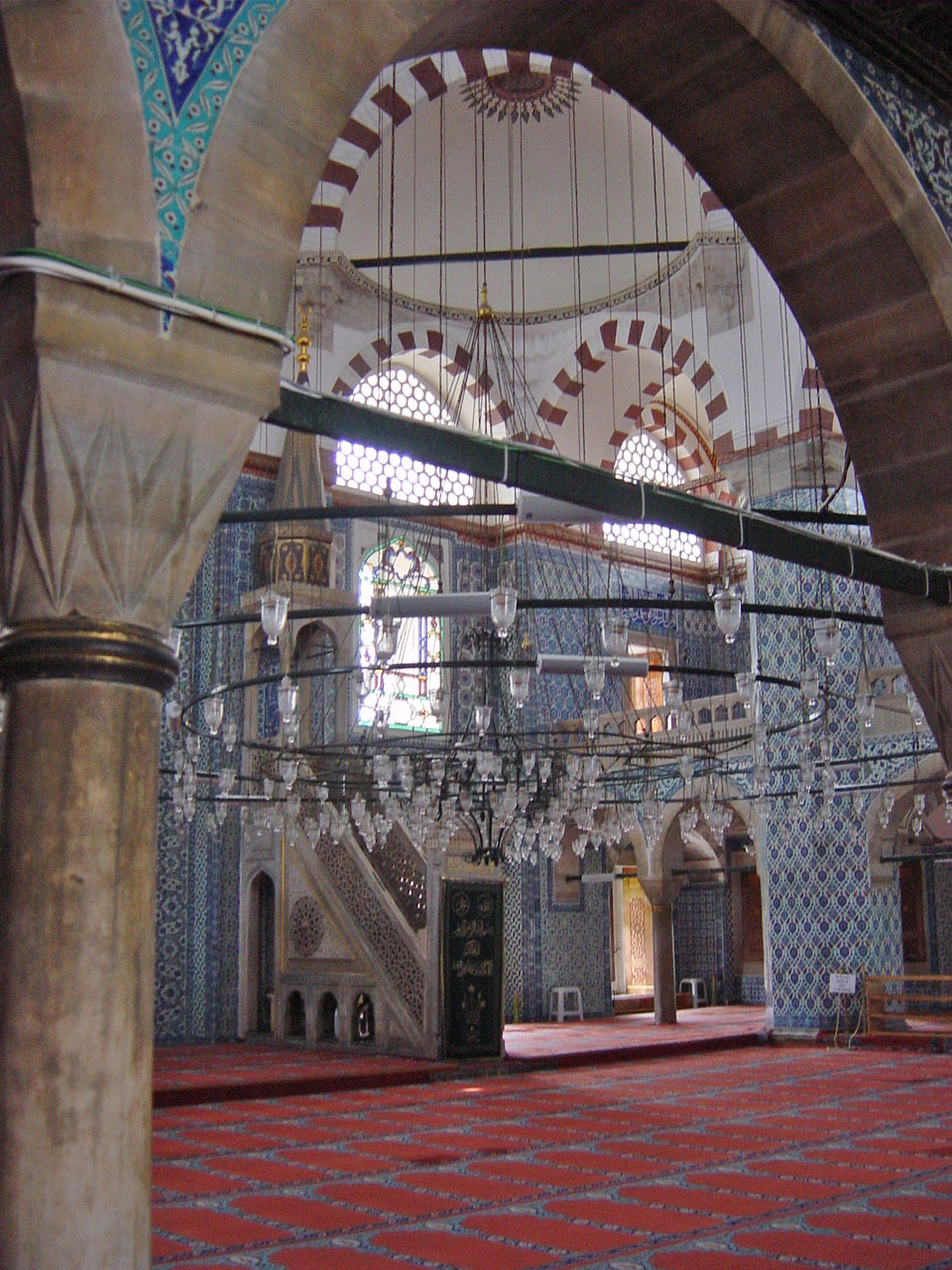
Interieur
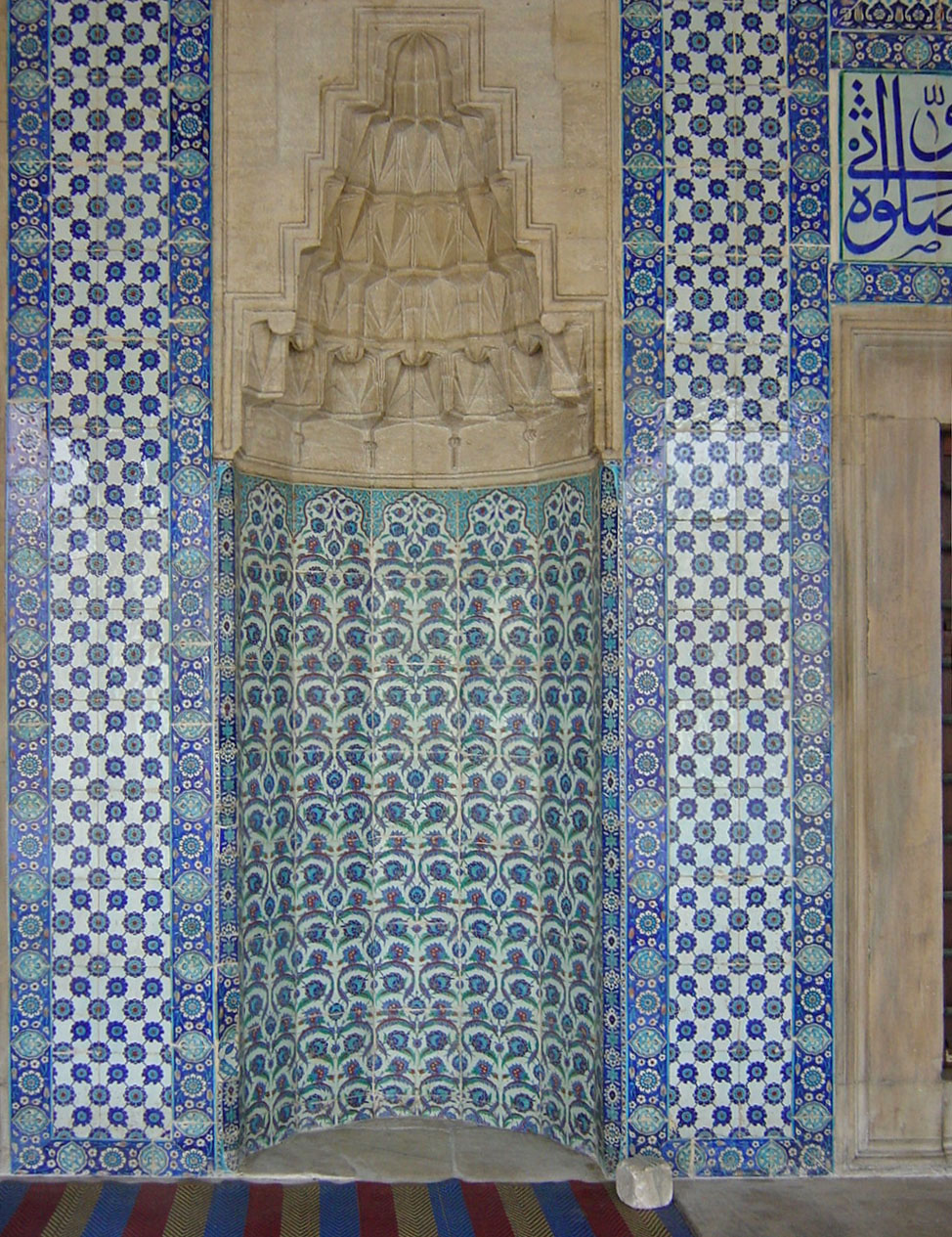
Mihrab in het portiek
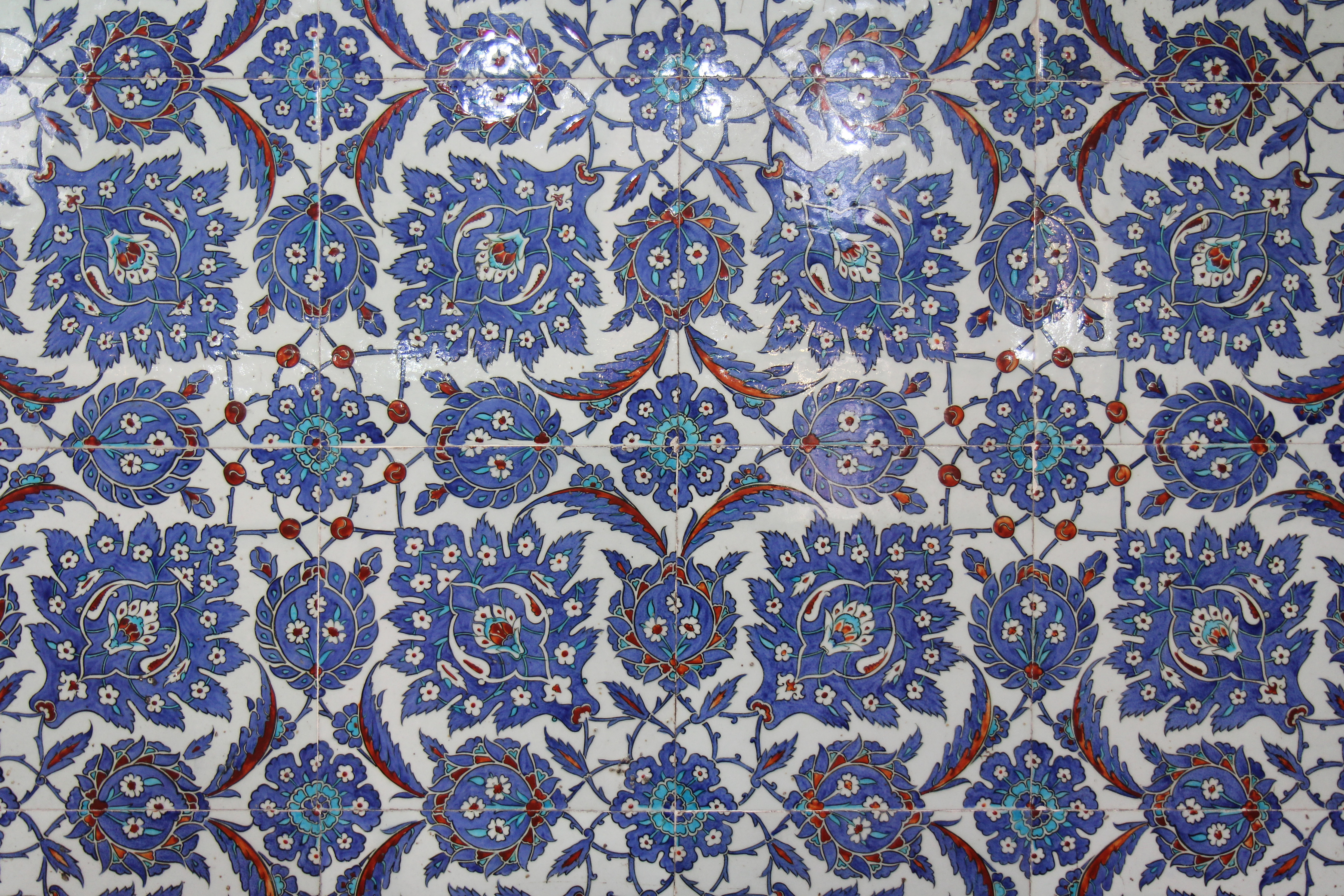
İznik-tegels
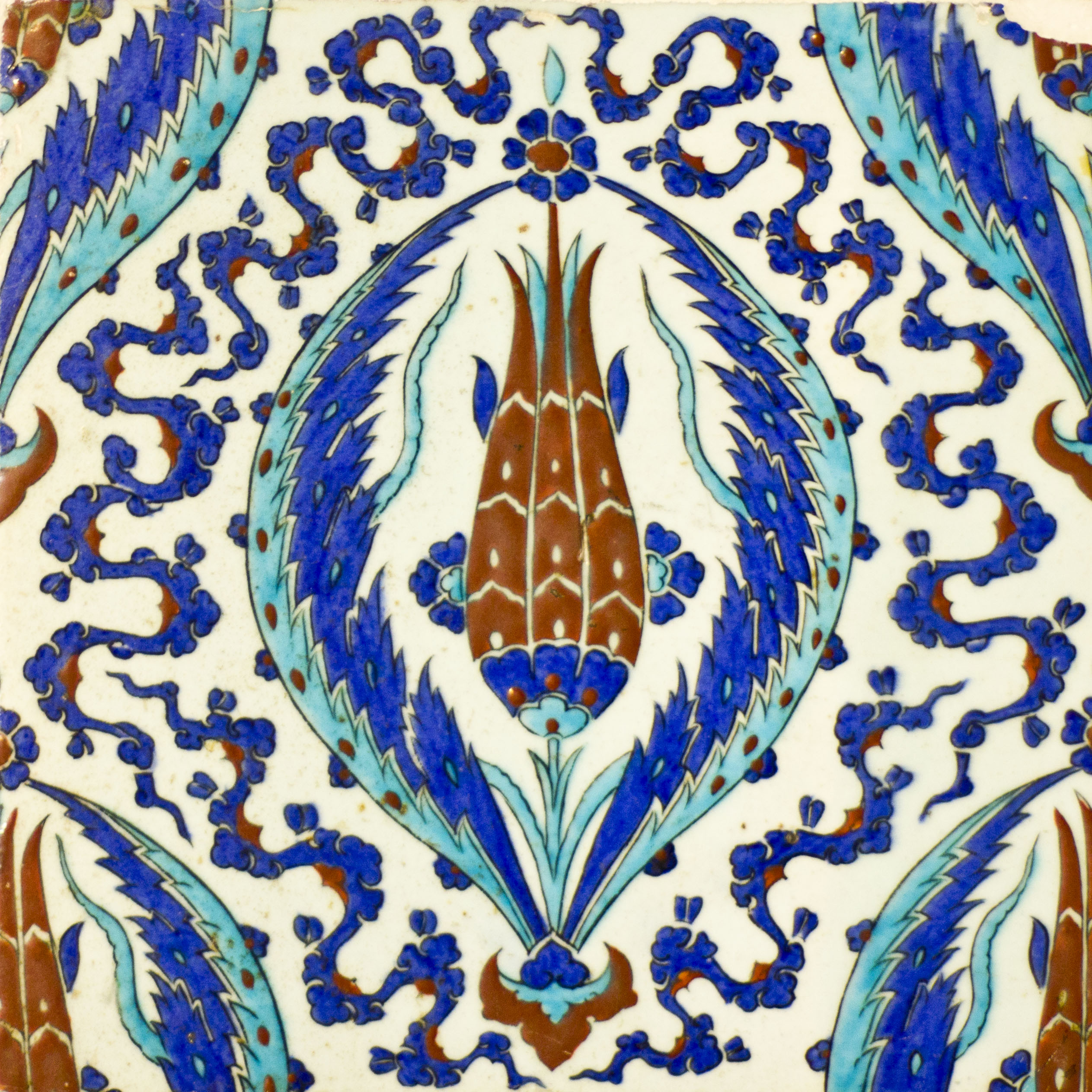
İznik-tegel
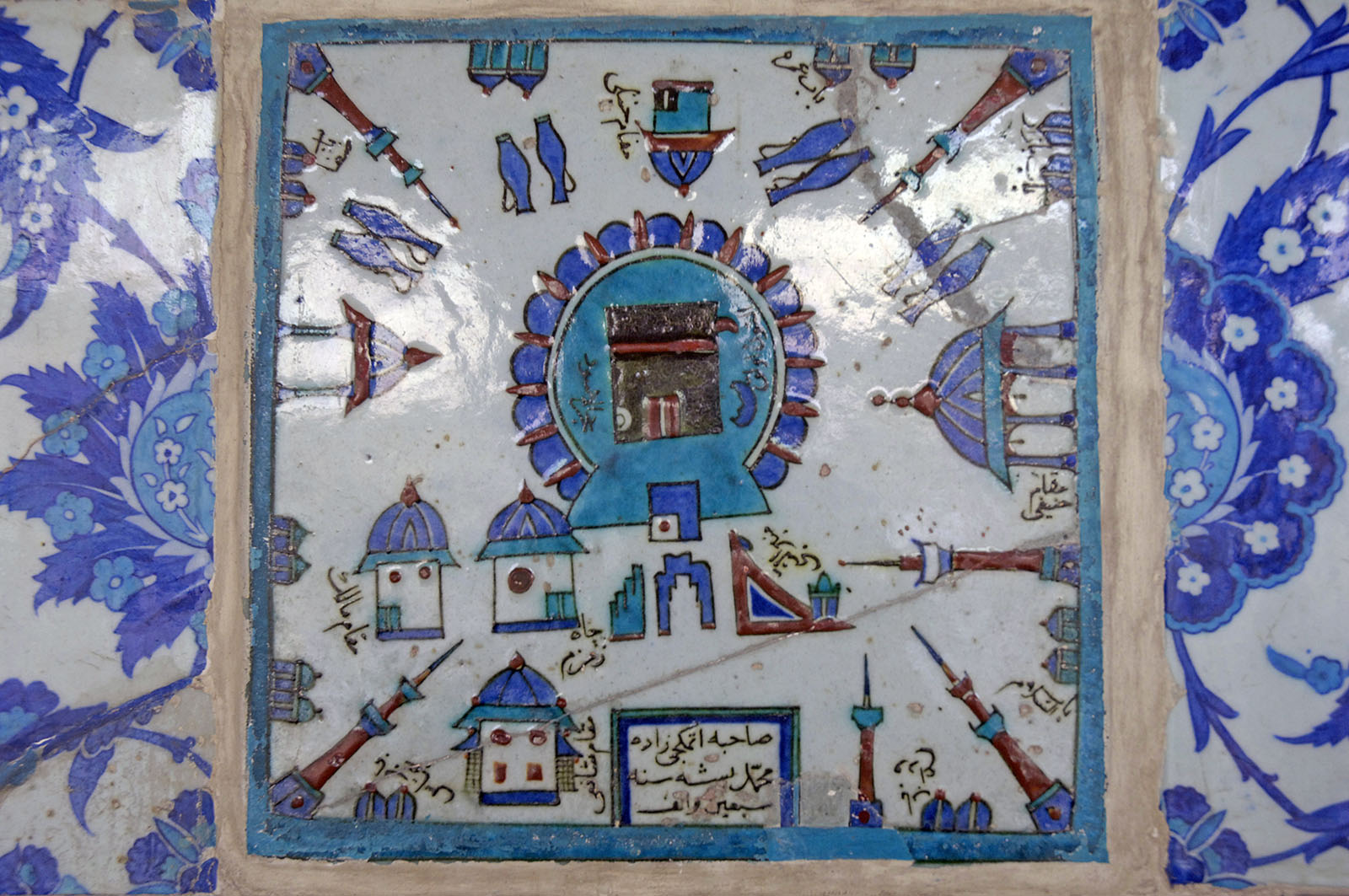
Tegel met de Ka'aba